# Dan Petersen
Pour les articles homonymes, voir Petersen.
Dan Petersen, né le 6 mai 1972 à Odense (Danemark), est un footballeur danois, qui évoluait au poste d'attaquant, notamment à l'AS Monaco.

## Carrière
- 1990-1991 : Odense BK  Danemark
- 1991-1994 : Ajax Amsterdam  Pays-Bas
- 1994-1997 : AS Monaco  France
- 1997-1999 : RSC Anderlecht  Belgique
- 1999-2003 : Sporting Club de Bastia  France[1]

## Palmarès
Odense BK
- Vainqueur de la Coupe du Danemark (1) : 1991

 Ajax Amsterdam
- Champion des Pays-Bas (1) : 1994
- Vainqueur de la Coupe de l'UEFA (1) : 1992
- Vainqueur de la Coupe des Pays-Bas (1) : 1993
- Vainqueur du Trophée Johan Cruyff (1) : 1993

 AS Monaco
- Champion de France (1) : 1997